# 湯姆·雷普利
湯瑪斯·雷普利（英語：Thomas Ripley）是派翠西亞·海史密斯犯罪小說系列以及多部影視改編的虛構角色。雷普利是反英雄角色：身兼職業罪犯、騙徒和連環殺手。他出現在1955年至1991年間出版的五部小說中——《天才雷普利》、《地下雷普利》、《雷普利遊戲》、《跟蹤雷普利》和《水魅雷普利》。

## 延伸閱讀
- Schenkar, Joan. The Talented Miss Highsmith: The Secret Life and Serious Art of Patricia Highsmith. St. Martin's Press, 2009. ISBN 978-0-312-30375-4